# Arthur Ekström (militär)
Arthur Ekström, född 22 februari 1860 i Luleå, död 6 juni 1924 i Stockholm, var en svensk sjömilitär.
Han var son till kammarrättsrådet B. A. Ekström och Maria Helena Bergström. Han gifte sig 30 januari 1921 med Louise Lagercrantz (1866–1945).
Han blev underlöjtnant vid flottan 1879 och löjtnant där 1883. Han genomgick Gymnastiska centralinstitutet 1883–1885 och var i fransk örlogstjänst 1886–1889. Han befordrades till kapten 1890, till kommendörkapten av andra graden 1901 och av första graden 1904. Han var marinattaché i Sankt Petersburg 1896–1902 och blev chef för underofficers- och sjömanskårerna i Stockholm 1909. Han befordrades till kommendör 1910 och erhöll avsked 1920. Han var ledamot av Krigshovrätten 1910–1915. Han blev adjutant hos Oskar II 1896 och hos Gustav V 1908. Han blev överadjutant 1910. Han invaldes som ledamot av Örlogsmannasällskapet 1893 och av Krigsvetenskapsakademien 1904. Han blev riddare av Svärdsorden 1899, kommendör av andra klassen av samma orden 1913 och kommendör av första klassen 1917.
Etnografiska museet i Stockholm innehar en bildsamling från Nya Kaledonien, Nya Hebriderna (nuvarande Vanuatu), Santa Cruzöarna, Sällskapsöarna och Marquesasöarna, hemförd på 1880-talet av Arthur Ekström och skänkt till museet 1926 av änkan Louise Ekström.

## Utmärkelser
- Riddare av Kungl. Svärdsorden[6]
- Kommendör av Kungl. Svärdsorden, 2:a kl.[7]
- Kommendör av Kungl. Svärdsorden, 1:a kl.[8]